# Matti Niemi
Matti Juhani Niemi (6 de junio de 1937) es un deportista finlandés que compitió en remo como timonel.
Participó en los Juegos Olímpicos de Melbourne 1956, obteniendo una medalla de bronce en la prueba de cuatro con timonel. Ganó dos medallas en el Campeonato Europeo de Remo, plata en 1955 y oro en 1966.

## Palmarés internacional
| Juegos Olímpicos   | Juegos Olímpicos      | Juegos Olímpicos  | Juegos Olímpicos   |
| Año                | Lugar                 | Medalla           | Prueba             |
| ------------------ | --------------------- | ----------------- | ------------------ |
| 1956               | Melbourne (Australia) | Medalla de bronce | Cuatro con timonel |
| Campeonato Europeo |                       |                   |                    |
| Año                | Lugar                 | Medalla           | Prueba             |
| 1955               | Gante (Bélgica)       | Medalla de plata  | Dos con timonel    |
| 1956               | Bled (Yugoslavia)     | Medalla de oro    | Cuatro con timonel |